# Malcolm Knox
Pour les articles homonymes, voir Knox.
Œuvres principales
- Shangrila
- Wonder Lover

Malcolm Knox, né en 1966 à Sydney, est un journaliste et écrivain australien, récompensé par de nombreux prix pour ses deux activités.

## Biographie
Malcolm Knox est né en 1966 à Sydney (Australie). Après des études à l'université de Sydney et à celle de St. Andrews, il entre en 1994 au quotidien Sydney Morning Herald en tant que journaliste junior, avant d'y devenir responsable du cricket (1996-1999), adjoint aux sports (1999-2000) et finalement responsable de la littérature (2002-2006).  
Il a écrit certains des ouvrages de cricket les plus célébrés en Australie et dans le monde, tels The Captains (une histoire du cricket australien à travers celle des capitaines de ses équipes successives), Bradman's War (l'histoire de la mythique équipe de 1948), Never a Gentlemen's Game (l'histoire des dessous pas toujours glorieux du cricket des origines), ou encore The Keepers (une étude historique du rôle du joueur central au cricket, le gardien de guichet).   
Il a reçu plusieurs prix prestigieux pour son activité de journaliste et d'essayiste : le Walkley Award en 2004 (pour la découverte des mensonges de Norma Khouri) et en 2007 (pour un article sur l'industrie des croisières), le Alex Buzo Prize pour Secrets of the Jury Room en 2006, ou encore le Ashurst Prize pour Boom en 2014.  
Parallèlement, il s'est lancé dans l'écriture de fiction à partir de 2000 avec un premier roman, Summerland. En 2004, son deuxième roman, A Private Man, est finaliste du Commonwealth Book Prize et du Tasmanian Premier Award, et remporte le Ned Kelly Award, tandis que son troisième roman, Jamaica en 2007, reçoit le Colin Roderick Award.  
Il vit à Sydney avec sa femme et ses deux enfants.  

## Œuvres

### Romans
- Summerland, Picador, 2000.
- A Private Man, Vintage Australia, 2004 (Published under the title Adult Book in the UK, Bloomsbury, 2005).
- Jamaica, Allen & Unwin, 2007.
- The Life, Allen & Unwin, 2011.
  - En français : Shangrila, trad. Patricia Barbe-Girault, Asphalte, 2012.
- The Wonder Lover, Allen & Unwin, 2015[6],[7].
  - En français : Wonder Lover, trad. Patricia Barbe-Girault, Asphalte, 2016[8],[9].

### Autres
- Taylor and Beyond, ABC Books, 2000.
- I still call Australia home: The Qantas story 1920-2005, Focus, 2005.
- 1788 Words or Less: A short short history of Australia, Random House Australia, 2005.
- Secrets of the Jury Room, Random House Australia, 2006.
- Scattered: The Inside Story of Ice in Australia, Allen & Unwin, 2008.
- On Obsession, Melbourne University Press, 2008.
- The Greatest: The players, the moments, the matches 1993-2008, Hardie Grant, 2009.
- The Captains, Hardie Grant, 2010.
- Fierce Focus: Greg Chappell, Hardie Grant, 2011.
- Bradman's War, The Robson Press, 2012.
- Never a Gentlemen's Game, Hardie Grant, 2012.
- Boom: The Underground History of Australia, from Goldrush to GFC, Penguin Australia, 2013[10].
- Supermarket Monsters: The Price of Coles and Woolworth's Dominance, Redback (Black Inc.), 2015[11].
- The Keepers, Penguin Australia, 2015[12].
- (avec Peter Lalor) Philipp Hughes: The Official Biography, Macmillan Australia, 2015.